# Europese kampioenschappen indooratletiek 2023 – Vijfkamp

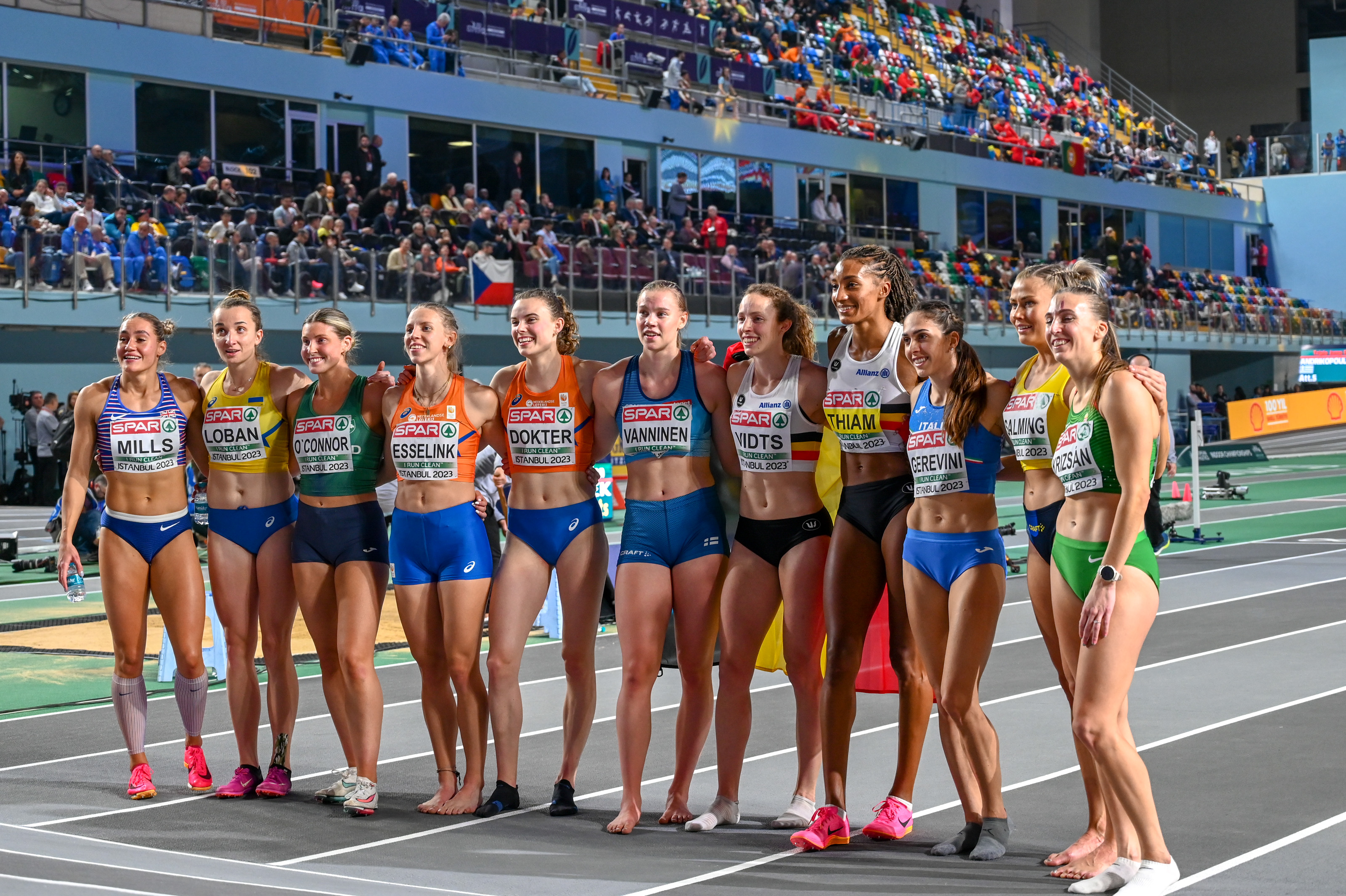
De deelnemers na het laatste onderdeel; 800 meter.

De vijfkamp op de Europese indoorkampioenschappen van 2023 vond plaats op 3 maart 2023 en werd gehouden op de shorttrackbaan van Ataköy Arena in Istanbul in Turkije. Het was de zestiende keer dat dit onderdeel op het programma stond.
De vijfkamp werd gewonnen door de Belgische Nafissatou Thiam in een nieuw Wereldrecord van 5055 punten. Ook de Poolse Adrianna Sułek verbrak het elf jaar oude wereldrecord van de Oekraïense Natalja Dobrynska. Sułek won het zilver met een nationaal record van  5041 punten. Het brons ging naar de Belgische Noor Vidts met 4823 punten.
De twintigjarige Sofie Dokter was de beste Nederlandse op een vierde plek met 4499 punten. Marijke Esselink werd tiende met een persoonlijk record van 4299 punten.
Nafi Thiam behaalde haar derde Europese indoortitel. Voor haar stond de EK indoor eerst niet op het program. Na jaren met blessureleed koos ze voor een nieuwe aanpak, woning, coach en medische staf. De omslag naar blessurevrij sporten stond centraal. Na vier maanden trainen in Zuid-Afrika, kwam ze vooral naar Istanboel om zich te testen.

## Records
Voorafgaand aan het toernooi waren dit het wereldrecord (WR), Europees record (ER), kampioenschapsrecord (CR) en de beste prestaties van het seizoen ter wereld (WL) en van Europeanen (EL).
| Record | Atlete                    | Punten | Plaats      | Datum            |
| ------ | ------------------------- | ------ | ----------- | ---------------- |
| WR     | Natalja Dobrynska         | 5013   | Istanbul    | 9 maart 2012     |
| ER     | Natalja Dobrynska         | 5013   | Istanbul    | 9 maart 2012     |
| CR     | Katarina Johnson-Thompson | 5000   | Praag       | 6 maart 2015     |
| WL     | Anna Hall                 | 5004   | Albuquerque | 16 februari 2023 |
| EL     | Adrianna Sułek            | 4860   | Toruń       | 18 februari 2023 |

## Resultaten
| Nr.    | Atleet           | 60 m h        | hoog          | kogel         | ver          | 800 m           | Punten  |
| ------ | ---------------- | ------------- | ------------- | ------------- | ------------ | --------------- | ------- |
| Goud   | Nafissatou Thiam | 8,23 =PR 1077 | 1,92 SB 1132  | 15,54 PR 897  | 6,59 SB 1036 | 2:13,60 PR 913  | 5055 WR |
| Zilver | Adrianna Sułek   | 8,21 PR 1082  | 1,89 =PR 1093 | 13,89 PR 787  | 6,62 PR 1046 | 2:07,17 CR 1006 | 5014 NR |
| Brons  | Noor Vidts       | 8,21 SB 1082  | 1,83 SB 1016  | 14,12 SB 802  | 6,55 SB 1023 | 2:14,52 SB 900  | 4823 SB |
| 4      | Sofie Dokter     | 8,37 1046     | 1,83 1016     | 13,47 PR 759  | 6,04 862     | 2:20,53 816     | 4499    |
| 5      | Xénia Krizsán    | 8,43 1026     | 1,71 867      | 14,06 SB 798  | 6,05 865     | 2:11,87 SB 937  | 4493 SB |
| 6      | Holly Mills      | 8,34 SB 1052  | 1,77 PR 941   | 12,99 727     | 5,85 804     | 2:12,58 SB 927  | 4451 SB |
| 7      | Saga Vanninen    | 8,35 1050     | 1,68 830      | 15,20 874     | 6,07 871     | 2:20,64 PR 815  | 4440    |
| 8      | Sveva Gerevini   | 8,43 1032     | 1,74 PR 903   | 12,20 674     | 6,08 874     | 2:15,88 880     | 4363    |
| 9      | Kate O'Connor    | 8,64 987      | 1,74 903      | 14,37 PR 819  | 5,91 822     | 2:20,08 822     | 4353    |
| 10     | Marijke Esselink | 8,39 1041     | 1,71 SB 867   | 13,65 PR 771  | 5,82 SB 795  | 2:19,87 PR 825  | 4299 PR |
| 11     | Bianca Salming   | 9,04 902      | 1,77 941      | 13,74 777     | 5,48 694     | 2:16,12 877     | 4191    |
| 12     | Yuliya Loban     | 8,56 1004     | 1,77 SB 941   | 14,51 =SB 828 | 5,38 665     | 2:33,25 653     | 4091    |
| -      | Léonie Cambours  | 8,52 1013     | 1,71 867      | DNS           | -            | -               | DNF     |

DNS niet gestart | DNF niet afgerond | WR Wereldrecord | CR Kampioenschapsrecord | AR Continentaal record | NR Nationaalrecord | WL Beste jaarprestatie ter wereld | EL Beste jaarprestatie van Europeaan | PR Persoonlijk record | =PR Evenaring persoonlijk record | SB Beste persoonlijke seizoenprestatie | =SB Evenaring beste persoonlijke seizoenprestatie